# Gli ultimi cinque minuti
Gli ultimi cinque minuti è un film del 1955 diretto da Giuseppe Amato.
Nel 1968 ne fu prodotto un rifacimento diretto da Carlo Lodovici, interpretato da Enrico Maria Salerno, Valeria Valeri ed Ernesto Calindri.

## Trama
Renata, donna indipendente, e Carlo, industriale, si incontrano a Roma mentre sono alla ricerca di un appartamento da affittare. Tra di loro scoppia il colpo di fulmine e lui le chiede subito di diventare sua moglie. Lei accetta, ma pone una condizione: nel caso incontrasse il grande amore lui la dovrà lasciare libera. Carlo userà ogni mezzo per poter tenere la bella e corteggiata moglie con sé.

## Produzione
È tratto da un lavoro teatrale di Aldo De Benedetti, che ha partecipato alla sceneggiatura.
Le riprese si svolsero tra febbraio e marzo 1955. Fu girato a Roma, più una scena sul lago di Bracciano.

## Critica
(Leo Pestelli)